# Kosei Kamo
Kōsei Kamo (jap. 加茂公成 Kamo Kōsei; ur. 10 maja 1932 w Tokio, zm. 6 stycznia 2017) – japoński tenisista, zwycięzca wielkoszlemowych mistrzostw USA w grze podwójnej, reprezentant w Pucharze Davisa.

## Kariera tenisowa
Kamo bronił barw narodowych w Pucharze Davisa w latach 1953–1959, zarówno w grze pojedynczej, jak i podwójnej. Bilans jego występów to 14 zwycięstw i 15 porażek; większość zwycięstw odniósł z niżej notowanymi przeciwnikami – reprezentantami m.in. Sri Lanki i Tajlandii, natomiast przegrywał z czołowymi graczami świata, m.in. Amerykaninem Tony Trabertem, Australijczykiem Rexem Hartwigiem (pojedynek Kamo z Kenem Rosewallem w 1955 nie został dokończony), Hindusem Ramanathanem Krishnanem.
Największy sukces w karierze odniósł w sierpniu 1955 w mistrzostwach USA. Turniej deblowy został zakłócony przez huragan "Diane" i z gier wycofali się najwięksi faworyci – Amerykanie Tony Trabert i Vic Seixas oraz Australijczycy Lew Hoad i Ken Rosewall, w związku z przygotowaniami do finału Pucharu Davisa. W tej sytuacji do finału doszły dwie nieznane pary – Japończycy Kamo i Atsushi Miyagi oraz amerykańscy studenci Gerald Moss i Bill Quillian. W meczu opóźnionym w stosunku do planów o tydzień, para japońska wygrała 6:3, 6:3, 3:6, 1:6, 6:4. Co ciekawe, w turnieju deblowym stojącym pod znakiem walkowerów (14 meczów z zaplanowanych 47 nie odbyło się), późniejsi triumfatorzy nie wygrali żadnego spotkania walkowerem.

### Finały w turniejach wielkoszlemowych

#### Gra podwójna (1–0)
| Końcowy wynik | Nr | Data | Turniej                                   | Nawierzchnia | Partner        | Przeciwnicy                  | Wynik finału            |
| ------------- | -- | ---- | ----------------------------------------- | ------------ | -------------- | ---------------------------- | ----------------------- |
| Zwycięzca     | 1. | 1955 | U.S. National Championships, Forest Hills | Trawiasta    | Atsushi Miyagi | Gerald Moss William Quillian | 6:3, 6:3, 3:6, 1:6, 6:4 |